# Sandefjord Fotball 2015
Questa voce raccoglie le informazioni riguardanti il Sandefjord Fotball nelle competizioni ufficiali della stagione 2015.

## Stagione
A seguito della promozione dell'anno precedente, il Sandefjord si è apprestato a fare il suo ritorno nell'Eliteserien. Il 1º novembre 2015, al termine della 29ª giornata di campionato, il Sandefjord è matematicamente retrocesso in 1. divisjon, con un turno d'anticipo sul termine della stagione. Il calciatore più utilizzato in stagione è stato Victor Demba Bindia con le sue 34 presenze, distribuite tra tutte le competizioni. Pål Alexander Kirkevold è stato invece il miglior marcatore, nonostante fosse stato ceduto nel corso del calciomercato estivo: ha siglato 13 gol tra campionato e coppa.

## Maglie e sponsor
Lo sponsor tecnico per la stagione 2015 è stato Macron, mentre lo sponsor ufficiale è stato Jǫtunn. La divisa casalinga era composta da una maglietta blu e rossa, con pantaloncini e calzettoni blu.
| Casa | Trasferta |

## Rosa
| N. |                      | Ruolo | Calciatore           |
| -- | -------------------- | ----- | -------------------- |
| 1  | Danimarca (bandiera) | P     | Jakob Busk           |
| 2  | Norvegia (bandiera)  | D     | Lars Grorud          |
| 3  | Norvegia (bandiera)  | D     | Yaw Amankwah         |
| 4  | Senegal (bandiera)   | D     | Victor Demba Bindia  |
| 5  | Norvegia (bandiera)  | D     | Alexander Gabrielsen |
| 6  | Spagna (bandiera)    | C     | Pau Morer            |
| 6  | Norvegia (bandiera)  | C     | Roger Risholt        |
| 7  | Norvegia (bandiera)  | C     | Geir Ludvig Fevang   |
| 8  | Norvegia (bandiera)  | C     | Erik Mjelde          |
| 9  | Danimarca (bandiera) | C     | Mads Pedersen        |
| 10 | Norvegia (bandiera)  | C     | Eirik Lamøy          |
| 11 | Norvegia (bandiera)  | C     | Martin Torp          |
| 12 | Norvegia (bandiera)  | P     | Anders Gundersen     |
| 12 | Norvegia (bandiera)  | P     | Lars Herlofsen       |
| 13 | Norvegia (bandiera)  | C     | Vegard Bakker        |
| 14 | Norvegia (bandiera)  | D     | Kevin Larsen         |
| 15 | Norvegia (bandiera)  | C     | Martin Andresen      |

| N. |                      | Ruolo | Calciatore                |
| -- | -------------------- | ----- | ------------------------- |
| 16 | Norvegia (bandiera)  | A     | Pål Alexander Kirkevold   |
| 17 | Danimarca (bandiera) | D     | Thomas Juel-Nielsen       |
| 18 | Senegal (bandiera)   | C     | Cheikhou Dieng            |
| 19 | Norvegia (bandiera)  | A     | Kjell Rune Sellin         |
| 20 | Norvegia (bandiera)  | A     | Jean Alassane Mendy       |
| 21 | Norvegia (bandiera)  | C     | Kristoffer Normann Hansen |
| 22 | Norvegia (bandiera)  | C     | Andre Sødlund             |
| 23 | Norvegia (bandiera)  | C     | Mats Haakenstad           |
| 24 | Colombia (bandiera)  | A     | Brahian Mosquera          |
| 25 | Svezia (bandiera)    | D     | William Kurtović          |
| 27 | Norvegia (bandiera)  | D     | Christer Hansen           |
| 28 | Norvegia (bandiera)  | D     | Varg Støvland             |
| 29 | Norvegia (bandiera)  | D     | Eirik Offenberg           |
| 32 | Norvegia (bandiera)  | C     | Sabawon Shamohammad       |
| 40 | Irlanda (bandiera)   | P     | Gary Hogan                |
| 40 | Danimarca (bandiera) | P     | Michael Tørnes            |

## Calciomercato

### Sessione invernale(dal 01/01 al 31/03)
| Arrivi | Arrivi              | Arrivi          | Arrivi     |
| R.     | Nome                | da              | Modalità   |
| ------ | ------------------- | --------------- | ---------- |
| P      | Jakob Busk          | Copenaghen      | prestito   |
| P      | Lars Herlofsen      |                 | svincolato |
| C      | Geir Ludvig Fevang  |                 | svincolato |
| C      | Erik Mjelde         |                 | svincolato |
| A      | Jean Alassane Mendy | Kristiansund BK | definitivo |

| Partenze | Partenze              | Partenze        | Partenze      |
| R.       | Nome                  | a               | Modalità      |
| -------- | --------------------- | --------------- | ------------- |
| P        | Eirik Holmen Johansen | Manchester City | fine prestito |
| D        | Kim Skogsrud          | Egersund        | definitivo    |
| C        | Ørjan Røyrane         |                 | svincolato    |
| C        | Lars Iver Strand      |                 | svincolato    |
| A        | Cato Hansen           |                 | svincolato    |

### Tra le due sessioni
| Arrivi | Arrivi         | Arrivi | Arrivi     |
| R.     | Nome           | da     | Modalità   |
| ------ | -------------- | ------ | ---------- |
| P      | Michael Tørnes |        | svincolato |

| Partenze | Partenze        | Partenze | Partenze   |
| R.       | Nome            | a        | Modalità   |
| -------- | --------------- | -------- | ---------- |
| P        | Lars Herlofsen  |          | svincolato |
| C        | Mats Haakenstad |          | svincolato |

### Sessione estiva(dal 22/07 al 18/08)
| Arrivi | Arrivi           | Arrivi       | Arrivi     |
| R.     | Nome             | da           | Modalità   |
| ------ | ---------------- | ------------ | ---------- |
| P      | Anders Gundersen | Strømsgodset | prestito   |
| P      | Gary Hogan       | Ullern       | definitivo |
| D      | Lars Grorud      | Fram Larvik  | definitivo |
| C      | Martin Andresen  |              | svincolato |
| C      | Pau Morer        | Girona       | definitivo |

| Partenze | Partenze       | Partenze    | Partenze   |
| R.       | Nome           | a           | Modalità   |
| -------- | -------------- | ----------- | ---------- |
| P        | Michael Tørnes |             | svincolato |
| C        | Roger Risholt  | Fredrikstad | definitivo |
| C        | Andre Sødlund  | Nest-Sotra  | prestito   |

### Dopo la sessione estiva
| Arrivi | Arrivi | Arrivi | Arrivi   |
| R.     | Nome   | da     | Modalità |
| ------ | ------ | ------ | -------- |

| Partenze | Partenze                | Partenze | Partenze   |
| R.       | Nome                    | a        | Modalità   |
| -------- | ----------------------- | -------- | ---------- |
| A        | Pål Alexander Kirkevold | Hobro    | definitivo |

## Risultati

### Eliteserien

#### Girone di andata
| Arbitro: | Hansen (Feda) |

|                              |           |              |
| Gabrielsen 6’ Mendy 60’, 64’ | Marcatori | 64’ Furebotn |

| Arbitro: | Lundby (Bøverbru) |

|               |           |                |
| Hoff 83’, 90’ | Marcatori | 67’ Gabrielsen |

| Arbitro: | Skjerven (Kaupanger) |

|                    |           |  |
| Normann Hansen 64’ | Marcatori |  |

| Arbitro: | Berntsen (Vang) |

|                                   |           |                                  |
| Lehne Olsen 20’ Storflor 28’, 38’ | Marcatori | 33’ Kirkevold 90’ Normann Hansen |

| Arbitro: | Kjensli (Oslo) |

|           |           |                                  |
| Dieng 79’ | Marcatori | 46’ Abdullahi 82’ (rig.) Berisha |

| Arbitro: | Hobber Nilsen (Oslo) |

|                          |           |           |
| Diédhiou 34’ Gytkjær 67’ | Marcatori | 8’ Mjelde |

| Arbitro: | Berntsen (Vang) |

|            |           |                                                 |
| Fevang 53’ | Marcatori | 72’ Abdellaoue 89’ Barrantes 90’ (rig.) Mattila |

| Arbitro: | Johansen (Brevik) |

|                                   |           |  |
| Diomandé 39’, 56’, 70’ Asante 48’ | Marcatori |  |

| Arbitro: | Hagen (Grue) |

|                                                        |           |            |
| Søderlund 3’ Mikkelsen 35’, 60’ Midtsjø 68’ Dorsin 90’ | Marcatori | 14’ Mjelde |

| Arbitro: | Hansen (Feda) |

|  |           |                                                 |
|  | Marcatori | 15’ Braaten 33’ Wæhler 87’ (rig.) Fredheim Holm |

| Arbitro: | Edvartsen (Hamar) |

|                                                       |           |            |
| Linnes 13’ Elyounoussi 40’, 42’, 49’ Høiland 77’, 90’ | Marcatori | 38’ Mjelde |

| Arbitro: | Hafsås (Trondheim) |

|  |           |            |
|  | Marcatori | 54’ Occéan |

| Sandefjord 20 giugno 2015, ore 15:30 13ª giornata | Sandefjord       | 0 – 0 referto | Lillestrøm | Komplett.no Arena (3.635 spett.)\| Arbitro: \| Moen (Haugesund) \| |
| Arbitro:                                          | Moen (Haugesund) |               |            |                                                                    |

| Arbitro: | Kjensli (Oslo) |

|                         |           |                    |
| Nilsen 84’ Arneberg 90’ | Marcatori | 26’, 42’ Kirkevold |

| Arbitro: | Hansen (Feda) |

|            |           |                 |
| Mjelde 79’ | Marcatori | 90’ J. Johansen |

#### Girone di ritorno
| Arbitro: | Edvartsen (Hamar) |

|                         |           |  |
| Ómarsson 12’ Wæhler 43’ | Marcatori |  |

| Arbitro: | Johansen (Brevik) |

|               |           |                            |
| Kirkevold 62’ | Marcatori | 5’ Mikkelsen 10’ Søderlund |

| Arbitro: | Hobber Nilsen (Oslo) |

|                                  |           |                                   |
| Kippe 3’ Knudtzon 29’ Friday 33’ | Marcatori | 41’ (aut.) Amundsen 67’ Kirkevold |

| Arbitro: | Gya (Egersund) |

|                 |           |                |
| Sellin 30’, 53’ | Marcatori | 26’ Midtgarden |

| Arbitro: | Hobber Nilsen (Oslo) |

|              |           |               |
| Antonsen 85’ | Marcatori | 30’ Kirkevold |

| Arbitro: | Berntsen (Vang) |

|                    |           |                                                |
| Kirkevold 27’, 73’ | Marcatori | 4’, 75’ (rig.) Diomandé 11’ Grossman 86’ Kassi |

| Arbitro: | Hagen (Grue) |

|                           |           |  |
| Bytyqi 31’ Böðvarsson 50’ | Marcatori |  |

| Arbitro: | Døvle (Larvik) |

|                       |           |                                             |
| Mjelde 27’ Bindia 90’ | Marcatori | 25’, 43’ Kamara 67’ Hussain 79’ Elyounoussi |

| Arbitro: | Hansen (Feda) |

|                     |           |            |
| Moe 3’ Furebotn 71’ | Marcatori | 17’ Fevang |

| Arbitro: | Hansen (Feda) |

|  |           |              |
|  | Marcatori | 84’ Diédhiou |

| Arbitro: | Hafsås (Trondheim) |

|                               |           |           |
| Abdellaoue 89’ Þrándarson 90’ | Marcatori | 22’ Mendy |

| Arbitro: | Edvartsen (Hamar) |

|                                    |           |                   |
| Sellin 2’ Dieng 27’, 89’ Mendy 90’ | Marcatori | 63’ (aut.) Bindia |

| Arbitro: | Skjerven (Kaupanger) |

|                                         |           |                          |
| Samuelsen 19’, 90’ Diouf 56’ Occéan 87’ | Marcatori | 17’, 62’ Morer 86’ Mendy |

| Arbitro: | Edvartsen (Hamar) |

|                  |           |                                |
| Mendy 85’ (rig.) | Marcatori | 6’ Tagbajumi 21’ Adjei-Boateng |

| Arbitro: | Berntsen (Vang) |

|                                 |           |            |
| Ugwuadu 57’ Ernemann 90’ (rig.) | Marcatori | 62’ Sellin |

### Norgesmesterskapet
| Arbitro: | Gjermshus |

|            |           |                             |
| Sistek 48’ | Marcatori | 4’ Haakenstad 26’ Kirkevold |

| Arbitro: | Aslam |

|  |           |                |
|  | Marcatori | 73’ Haakenstad |

| Arbitro: | M. Smehus Kringstad |

|                                                          |                      |                                                      |
| Røyrane 35’ Maykel 44’ (rig.) Moldskred 52’              | Marcatori            | 7’ Sellin 42’ Kirkevold 65’ Larsen                   |
| Solum Maykel Moldskred Ellingsen Edvardsen Moltzau Dadjo | Tiri di rigore 5 – 6 | Gabrielsen Mjelde Kirkevold Mendy Torp Larsen Sellin |

| Arbitro: | Rafiq (Oslo) |

|                 |           |                                            |
| Beugré 17’, 66’ | Marcatori | 28’ Kirkevold 62’ Mendy 75’ Normann Hansen |

| Arbitro: | Skjerven (Kaupanger) |

|  |           |              |
|  | Marcatori | 64’ Diomandé |

## Statistiche

### Statistiche di squadra
| Competizione       | Punti | In casa | In casa | In casa | In casa | In casa | In casa | In trasferta | In trasferta | In trasferta | In trasferta | In trasferta | In trasferta | Totale | Totale | Totale | Totale | Totale | Totale | DR  |
| Competizione       | Punti | G       | V       | N       | P       | Gf      | Gs      | G            | V            | N            | P            | Gf           | Gs           | G      | V      | N      | P      | Gf     | Gs     | DR  |
| ------------------ | ----- | ------- | ------- | ------- | ------- | ------- | ------- | ------------ | ------------ | ------------ | ------------ | ------------ | ------------ | ------ | ------ | ------ | ------ | ------ | ------ | --- |
| Eliteserien        | 16    | 15      | 4       | 2       | 9       | 19      | 26      | 15           | 0            | 2            | 13           | 17           | 42           | 30     | 4      | 4      | 22     | 36     | 68     | -32 |
| Norgesmesterskapet | -     | 1       | 0       | 0       | 1       | 0       | 1       | 4            | 3            | 1            | 0            | 9            | 6            | 5      | 3      | 1      | 1      | 9      | 7      | +2  |
| Totale             | -     | 16      | 4       | 2       | 10      | 19      | 27      | 19           | 3            | 3            | 13           | 26           | 48           | 35     | 7      | 5      | 23     | 45     | 75     | -30 |

### Statistiche dei giocatori
| Giocatore         | Eliteserien | Eliteserien | Eliteserien | Eliteserien | Norgesmesterskapet | Norgesmesterskapet | Norgesmesterskapet | Norgesmesterskapet | Coppe europee | Coppe europee | Coppe europee | Coppe europee | Altre coppe | Altre coppe | Altre coppe | Altre coppe | Totale   | Totale | Totale      | Totale     |
| Giocatore         | Presenze    | Reti        | Ammonizioni | Espulsioni  | Presenze           | Reti               | Ammonizioni        | Espulsioni         | Presenze      | Reti          | Ammonizioni   | Espulsioni    | Presenze    | Reti        | Ammonizioni | Espulsioni  | Presenze | Reti   | Ammonizioni | Espulsioni |
| ----------------- | ----------- | ----------- | ----------- | ----------- | ------------------ | ------------------ | ------------------ | ------------------ | ------------- | ------------- | ------------- | ------------- | ----------- | ----------- | ----------- | ----------- | -------- | ------ | ----------- | ---------- |
| Y. Amankwah       | 5           | 0           | 1           | 0           | 3                  | 0                  | 1                  | 0                  |               |               |               |               |             |             |             |             | 8        | 0      | 2           | 0          |
| M. Andresen       | 3           | 0           | 0           | 0           | -                  | -                  | -                  | -                  |               |               |               |               |             |             |             |             | 3        | 0      | 0           | 0          |
| V. Bakker         | 1           | 0           | 0           | 0           | 0                  | 0                  | 0                  | 0                  |               |               |               |               |             |             |             |             | 1        | 0      | 0           | 0          |
| V. Bindia         | 29          | 1           | 4           | 0           | 5                  | 0                  | 1                  | 0                  |               |               |               |               |             |             |             |             | 34       | 1      | 5           | 0          |
| J. Busk           | 14          | -32         | 1           | 0           | 1                  | -0                 | 0                  | 0                  |               |               |               |               |             |             |             |             | 15       | -32    | 1           | 0          |
| C. Dieng          | 27          | 3           | 3           | 0           | 5                  | 0                  | 0                  | 0                  |               |               |               |               |             |             |             |             | 32       | 3      | 3           | 0          |
| G. Fevang         | 26          | 2           | 2           | 0           | 2                  | 0                  | 1                  | 0                  |               |               |               |               |             |             |             |             | 28       | 2      | 3           | 0          |
| A. Gabrielsen     | 11          | 2           | 0           | 1           | 2                  | 0                  | 0                  | 0                  |               |               |               |               |             |             |             |             | 13       | 2      | 0           | 1          |
| L. Grorud         | 8           | 0           | 0           | 0           | 0                  | 0                  | 0                  | 0                  |               |               |               |               |             |             |             |             | 8        | 0      | 0           | 0          |
| A. Gundersen      | 6           | -15         | 0           | 0           | 1                  | -1                 | 0                  | 0                  |               |               |               |               |             |             |             |             | 7        | -16    | 0           | 0          |
| M. Haakenstad     | 5           | 0           | 0           | 0           | 0                  | 0                  | 0                  | 0                  |               |               |               |               |             |             |             |             | 5        | 0      | 0           | 0          |
| C. Hansen         | 18          | 0           | 2           | 0           | 3                  | 0                  | 0                  | 0                  |               |               |               |               |             |             |             |             | 21       | 0      | 2           | 0          |
| V. Heian          | 0           | -0          | 0           | 0           | 0                  | -0                 | 0                  | 0                  |               |               |               |               |             |             |             |             | 0        | 0      | 0           | 0          |
| L. Herlofsen      | 1           | -2          | 0           | 0           | 0                  | -0                 | 0                  | 0                  |               |               |               |               |             |             |             |             | 1        | -2     | 0           | 0          |
| G. Hogan          | 1           | -2          | 0           | 0           | -                  | -                  | -                  | -                  |               |               |               |               |             |             |             |             | 1        | -2     | 0           | 0          |
| T. Juel-Nielsen   | 20          | 0           | 5           | 0           | 4                  | 0                  | 0                  | 0                  |               |               |               |               |             |             |             |             | 24       | 0      | 5           | 0          |
| P. Kirkevold      | 21          | 8           | 3           | 0           | 5                  | 3                  | 0                  | 0                  |               |               |               |               |             |             |             |             | 26       | 11     | 3           | 0          |
| W. Kurtović       | 13          | 0           | 1           | 0           | 1                  | 0                  | 1                  | 0                  |               |               |               |               |             |             |             |             | 14       | 0      | 2           | 0          |
| E. Lamøy          | 16          | 0           | 2           | 0           | 1                  | 0                  | 0                  | 0                  |               |               |               |               |             |             |             |             | 17       | 0      | 2           | 0          |
| K. Larsen         | 18          | 0           | 5           | 0           | 4                  | 1                  | 2                  | 0                  |               |               |               |               |             |             |             |             | 22       | 1      | 7           | 0          |
| J. Mendy          | 23          | 6           | 1           | 0           | 4                  | 1                  | 1                  | 0                  |               |               |               |               |             |             |             |             | 27       | 7      | 2           | 0          |
| E. Mjelde         | 26          | 5           | 5           | 0           | 5                  | 0                  | 1                  | 0                  |               |               |               |               |             |             |             |             | 31       | 5      | 6           | 0          |
| P. Morer          | 6           | 2           | 4           | 0           | 0                  | 0                  | 0                  | 0                  |               |               |               |               |             |             |             |             | 6        | 2      | 4           | 0          |
| B. Mosquera       | 0           | 0           | 0           | 0           | 1                  | 0                  | 0                  | 0                  |               |               |               |               |             |             |             |             | 1        | 0      | 0           | 0          |
| K. Normann Hansen | 26          | 2           | 1           | 0           | 4                  | 1                  | 0                  | 0                  |               |               |               |               |             |             |             |             | 30       | 3      | 1           | 0          |
| E. Offenberg      | 7           | 0           | 1           | 0           | 0                  | 0                  | 0                  | 0                  |               |               |               |               |             |             |             |             | 7        | 0      | 1           | 0          |
| M. Pedersen       | 18          | 0           | 3           | 0           | 4                  | 0                  | 1                  | 0                  |               |               |               |               |             |             |             |             | 22       | 0      | 4           | 0          |
| R. Risholt        | 13          | 0           | 2           | 1           | 2                  | 0                  | 0                  | 0                  |               |               |               |               |             |             |             |             | 15       | 0      | 2           | 1          |
| K. Sellin         | 23          | 4           | 2           | 0           | 2                  | 1                  | 0                  | 0                  |               |               |               |               |             |             |             |             | 25       | 5      | 2           | 0          |
| S. Shamohammad    | 0           | 0           | 0           | 0           | 0                  | 0                  | 0                  | 0                  |               |               |               |               |             |             |             |             | 0        | 0      | 0           | 0          |
| A. Sødlund        | 4           | 0           | 0           | 0           | 1                  | 0                  | 0                  | 0                  |               |               |               |               |             |             |             |             | 5        | 0      | 0           | 0          |
| V. Støvland       | 3           | 0           | 0           | 0           | 0                  | 0                  | 0                  | 0                  |               |               |               |               |             |             |             |             | 3        | 0      | 0           | 0          |
| M. Tørnes         | 9           | -17         | 1           | 0           | 3                  | -6                 | 1                  | 0                  |               |               |               |               |             |             |             |             | 12       | -23    | 2           | 0          |
| M. Torp           | 9           | 0           | 2           | 0           | 3                  | 0                  | 1                  | 0                  |               |               |               |               |             |             |             |             | 12       | 0      | 3           | 0          |